# Tuân Đạo
Tuân Đạo là một xã thuộc huyện Lạc Sơn, tỉnh Hòa Bình, Việt Nam.
Xã Tuân Đạo có diện tích 12,41 km², dân số năm 1999 là 4347 người, mật độ dân số đạt 350 người/km².